# Juncus megacephalus
Juncus megacephalus là một loài thực vật có hoa trong họ Juncaceae. Loài này được M.A.Curtis mô tả khoa học đầu tiên năm 1835.